# 富成村 (福島県)
富成村（とみなりむら）は福島県伊達郡にあった村。現在の伊達市保原町高成田・保原町富沢にあたる。

## 地理
- 山：雨乞山

## 歴史
- 1889年（明治22年）4月1日 - 町村制の施行により、高成田村、富沢村の区域をもって発足。
- 1955年（昭和30年）3月1日 - 保原町・大田村・柱沢村・上保原村と合併して保原町が発足。同日富成村廃止。
- 2006年（平成18年）1月1日 - 保原町が伊達町・梁川町・霊山町・月舘町と合併して伊達市が発足。